# 120308 Deebradel
120308 Deebradel è un asteroide della fascia principale. Scoperto nel 2004, presenta un'orbita caratterizzata da un semiasse maggiore pari a 2,8390764 UA e da un'eccentricità di 0,0685997, inclinata di 11,90965° rispetto all'eclittica.